# Hyalinoecia juvenalis
Hyalinoecia juvenalis är en ringmaskart som beskrevs av Moore 1911. Hyalinoecia juvenalis ingår i släktet Hyalinoecia och familjen Onuphidae. Inga underarter finns listade i Catalogue of Life.